# Cratere Sarton
Sarton è un cratere lunare di 71,33 km situato nella parte nord-orientale della faccia nascosta della Luna.